# Winterpostelein (geslacht)
Winterpostelein (Claytonia) is een geslacht van vooral kruidachtige planten uit de familie Montiaceae.
In België en Nederland komen voor:
- Winterpostelein (Claytonia perfoliata)
- Roze winterpostelein (Claytonia sibirica)

Buiten België en Nederland komen nog voor:
- Claytonia alsinoides, komt in Midden-Europa adventief voor
- Claytonia lanceolata, in de Verenigde Staten meestal "Western Springbeauty" of "Lanceleaf Springbeauty" genoemd
- Claytonia megarhiza, in het Engels "Alpine Springbeauty" genoemd
- Claytonia porsildii
- Claytonia sarmentosa, komt aan weerszijden van de Beringstraat voor
- Claytonia virginica

Het geslacht is nauw verwant met het geslacht Montia.